# 마전역 (양주)
마전역(麻田驛)은 경기도 양주시 산북동에 위치한 경원선의 신호장이다. 인근에 위치한 86정비대대(제2군수지원사령부 예하)로 입출창하는 군 장비의 취급을 위하여 신호장으로 설정되었다.
원래는 정거장으로 취급되지 않는 중간분기점이었으나, 소요산역까지 복선 전철화 구간이 연장되면서 배선이 복잡해져 신호장으로 승격되었다. 운전취급상 신호장으로 관리되며, 군 전용의 화물열차 취급을 위하여 설정된 신호장 중 하나이므로 철도거리표에는 등재되지 않고 있다. 용산역으로부터 약 37.5 km 지점에 위치한다.

## 역사
- 2006년 12월 15일: 마전분기에서 마전신호장으로 승격.